# Тен Хаве, Жан
Жан тен Хаве (фр. Jean нидерл. ten Have; 24 июня 1873, Лион — 25 августа 1952, Саранак-Лейк, штат Нью-Йорк) — французский и американский скрипач и музыкальный педагог. Сын Виллема тен Хаве.
Учился у своего отца, в 1884 году местная пресса сообщала об успешном выступлении юного скрипача на церковном празднике. Многие дидактические сочинения тен Хаве-старшего были предназначены для обучения сына, а свою самую известную пьесу, Allegro brillante Op.19, он подарил Жану на 14-летие.
После переезда семьи в Париж в 1888 году занимался под руководством Шарля Данкла. В 1892—1894 гг. продолжал обучение в Брюссельской консерватории у Эжена Изаи; изучал также гармонию в классе Густава Юберти. По окончании консерватории оставался одним из ближайших сподвижников Изаи: играл вторую скрипку в струнном квартете своего учителя, выступал вместе с ним при исполнении сонат и концертов для двух скрипок, в 1895 году замещал его в консерватории во время гастролей. Затем в начале XX века жил в Париже, где, в частности, играл вторую скрипку в струнном квартете своего отца и выступал в составе фортепианного трио вместе со своей сестрой Мадлен (1870—1960), пианисткой, ученицей Вильгельмины Сарвади, и её мужем Жозефом Сальмоном. Выступал также в дуэте с Фирменом Тушем. В 1903 г. выступил в Берлине с Берлинским филармоническим оркестром (дирижёр Йозеф Ржебичек).
С 1916 г. жил и работал в США. Концертировал (среди прочего, впервые в США исполнил Испанскую симфонию для скрипки с оркестром Эдуара Лало), вплоть до 1943 г. играл в Симфоническом оркестре Цинциннати. До 1924 г. преподавал скрипку в Консерватории Цинциннати, где среди его учеников были поэт Аллен Тейт и дирижёр Карл Веккер. С 1924 года исполнял обязанности консула Франции в Цинциннати. В последние десять лет жизни преподавал скрипку в Адирондакском музыкальном центре в Саранак-Лейк, умер от инфаркта.
Автор небольших скрипичных пьес; Серенада (фр. Aubade) с посвящением Жаку Тибо опубликована в 1917 г. в Нью-Йорке. Играл на скрипке Джузеппе Гварнери, унаследованной от отца, а тем, в свою очередь, от Шарля Берио.
Жану тен Хаве посвящена Серенада для скрипки и фортепиано Op. 20 Поля Паре (1908). На Международном конкурсе скрипачей и пианистов в Корпус-Кристи (Техас) вручалась специальная премия имени Жана тен Хаве (её, в частности, получил в 2008 году Найджел Армстронг).